# Canton de Vaulx-en-Velin
Le canton de Vaulx-en-Velin est une ancienne division administrative française, située dans le département du Rhône en région Rhône-Alpes.

## Commune du canton
Le canton était constitué de la seule commune de Vaulx-en-Velin.

## Historique
Le canton est créé par un décret du 20 janvier 1982 en détachant la commune de Vaulx-en-Velin du canton de Bron dont elle faisait partie depuis la création de ce dernier en 1964.
Le 1er janvier 2015, le canton disparaît avec la naissance de la métropole de Lyon.

## Représentation
| Période | Période | Identité         | Étiquette | Qualité |
| ------- | ------- | ---------------- | --------- | --- |
| 1982    | 1985    | Jean Capiévic    | PCF       | Ajusteur-outilleur puis journaliste, ancien conseiller général du canton de Bron, maire de Vaulx-en-Velin (1977-1985) |
| 1985    | 1992    | Jean-Claude Cret | RPR       | Médecin radiologue à Vaulx-en-Velin                                                                                   |
| 1992    | 2004    | Maurice Charrier | PCF       | Maire de Vaulx-en-Velin (1985-2009)                                                                                   |
| 2004    | 2012    | Hélène Geoffroy  | PS        | Chargée de recherches en mécanique, députée (2012-2017) Conseillère municipale de Vaulx-en-Velin                      |
| 2012    | 2014    | Stéphane Gomez   | PS        | Professeur, adjoint au maire de Vaulx-en-Velin                                                                        |

## Évolution démographique
| 1982   | 1990   | 1999   | 2006   | 2011   | 2012   |
| ------ | ------ | ------ | ------ | ------ | ------ |
| 27 296 | 44 174 | 39 154 | 40 300 | 42 726 | 43 394 |